# 田中殖一
田中 殖一（たなか ふいち、1907年〈明治40年〉1月1日 - 2008年〈平成20年〉8月8日）は、日本の実業家。徳島製粉創業者。徳島県出身。

## 生涯
1907年に徳島県で生まれる。1947年に徳島製粉を設立。自社ブランドの小麦粉「金鶴」を製造販売。元々は小麦粉をパン製造業者に卸していたが、「現状維持では成長しない」と1964年より即席麺の開発に転換させた。
1965年に即席麺「キンツルラーメン」を発売。1967年に「金ちゃんラーメン」に名称変更し、カップ麺「金ちゃんヌードル」等とともに全国で販売しテレビCMにも社長自ら出演（今いくよ・くるよ等と共演）し、お茶の間に知られた。
1970年に黄綬褒章、1976年に勲五等双光旭日章を受けた。1988年10月からは徳島商工会議所名誉議員に就任。徳島県製粉協会会長、全国製粉協議会副会長などを歴任。
1995年に米寿を迎えた際には徳島製粉の敷地内に寿像を建設した。
100歳を超えても社長職に就いていたが、2008年8月8日に心不全のため徳島市の病院で死去。101歳没。